# Мишкіс Анатолій Дмитрович
Мишкіс Анатолій Дмитрович (13 квітня 1920, Спасск,  СРСР — † 9 липня 2009, Москва,  Росія) — радянський, потім російський математик. У його честь названа одна з лекційних аудиторій Московського державного університету шляхів сполучення (МІІТ).

## Біографія

В молодості

До осені 1932 року жив у Харкові, потім (у зв'язку з переведенням батька) його родина переїхала до Москви. У 1937 р. закінчив 25 зразкову (вона ж згодом — 175) школу, з 1935 року бере участь у математичному гуртку на мехматі МДУ, проведеному І. М. Гельфандом.
З 1937 по 1941 рік навчається на мехматі МГУ, в 1941 (в евакуації) його закінчує, і надходить у Військово-повітряну інженерну академію — яку закінчує в 1944, стаючи її викладачем. У 1947 переводиться в Ригу. Пізніше працював у Харківському авіаційному інституті, а останні десятиліття життя був професором кафедри Прикладна Математика-1 (ПМ-1) Московського державного університету шляхів сполучення (МІІТ).
Доктор фізико-математичних наук (1951), професор (1952). Був членом Президії науково-методичної ради з математики при МВ ССО СРСР, головою секції Втузов Московського математичного товариства. Почесний член президії Харківського математичного товариства, почесний професор Московського інституту інженерів транспорту.
Помер у Москві 9 липня 2009 року

## Науковий внесок
- А. Д. Мишкісом був внесений великий внесок у теорію звичайних диференціальних рівнянь і рівнянь з частинними похідними, у тому числі у зв'язку з прикладними завданнями — зокрема, в дослідженні поведінки рідини в невагомості і в задачі Жуковського про поїзди, що рушають.
- Ним було введено поняття узагальненого рішення для звичайного диференціального рівняння з багатозначною розривною правою частиною, побудовано приклад з неєдиним рішенням задачі Коші, заданої на нехарактерістіке (цей цикл робіт був удостоєний премії ММО). Їм же була створена теорія рівнянь з запізнілих аргументом, покладено початок теорії імпульсних диференціальних рівнянь.
- У 1963 р. разом з учнями займається дослідженням поводження рідини в невагомості, в 1976 р. виходить відповідна монографія «Гідромеханіка невагомості».
- А. Д. Мишкісом внесений великий внесок у дослідження функціонально-диференціальних рівнянь.
- Автор або співавтор 17 книг, науковий керівник 36 кандидатських і 7 докторських дисертацій.

## Джерело
- http://www.people.su/ua/77916 [Архівовано 6 серпня 2014 у Wayback Machine.]

1. 1 2  Бібліотека Конгресу — Library of Congress.
2. 1 2 3 4 5 6 7 8 9 10 11 12 13 14 15 16 17  Математичний генеалогічний проєкт — 1997.